# Jakowlew Jak-42
Die Jakowlew Jak-42 (russisch Яковлев Як-42, NATO-Codename Clobber) ist ein von 1979 bis 2003 produziertes, dreistrahliges, ziviles Verkehrsflugzeug für bis zu 126 Passagiere, das vom OKB Jakowlew in der Sowjetunion entwickelt wurde.

## Geschichte
Die Jak-42 übernahm Mitte der 1970er Jahre das Konzept des Vorgängers Jak-40, war aber um einiges größer. Der zu Beginn der Entwicklung noch eingebaute gerade Flügel der Maschine mit dem Kennzeichen СССР-1974 wich dabei einem Gepfeilten beim zweiten Prototyp. Alle Prototypen verfügten über Hauptfahrwerke mit jeweils zwei Rädern, mit der ersten Serienmaschine wurden Hauptfahrwerke mit jeweils vier Rädern eingeführt. Die Jak-42 wurde in Saratow und Smolensk gebaut und nahm 1980 den Flugbetrieb auf. Bis 1993 wurden 188 Stück ausgeliefert. Kurz nach dem Beginn des Flugbetriebs gab es eine Zahl von Unfällen auf Grund von Vibrationen in der Hecksektion des Flugzeugs. Daraufhin wurde der Flugbetrieb eingestellt, bis Jakowlew 1985 die notwendigen Modifikationen durchgeführt hatte. Zu einer weiteren zeitweisen Einstellung des Flugbetriebs kam es nach dem Unfall einer Jak-42 auf dem YAK-Service-Flug 9633 im September 2011. Der NATO-Codename des Flugzeugtyps ist „Clobber“.

## Konstruktion
Die Jak-42 ist als Schmalrumpfflugzeug in Tiefdeckerauslegung konzipiert und bedient die Kurz- und kleinere Mittelstrecke. Sie weist gewisse Ähnlichkeiten mit der Boeing 727 auf (beispielsweise in Rumpfdurchmesser, Triebwerkskonfiguration und Reichweite, sowie eine Hecktreppe), auch wenn sie deutlich kürzer ist und damit eine geringere Kapazität besitzt.

## Varianten

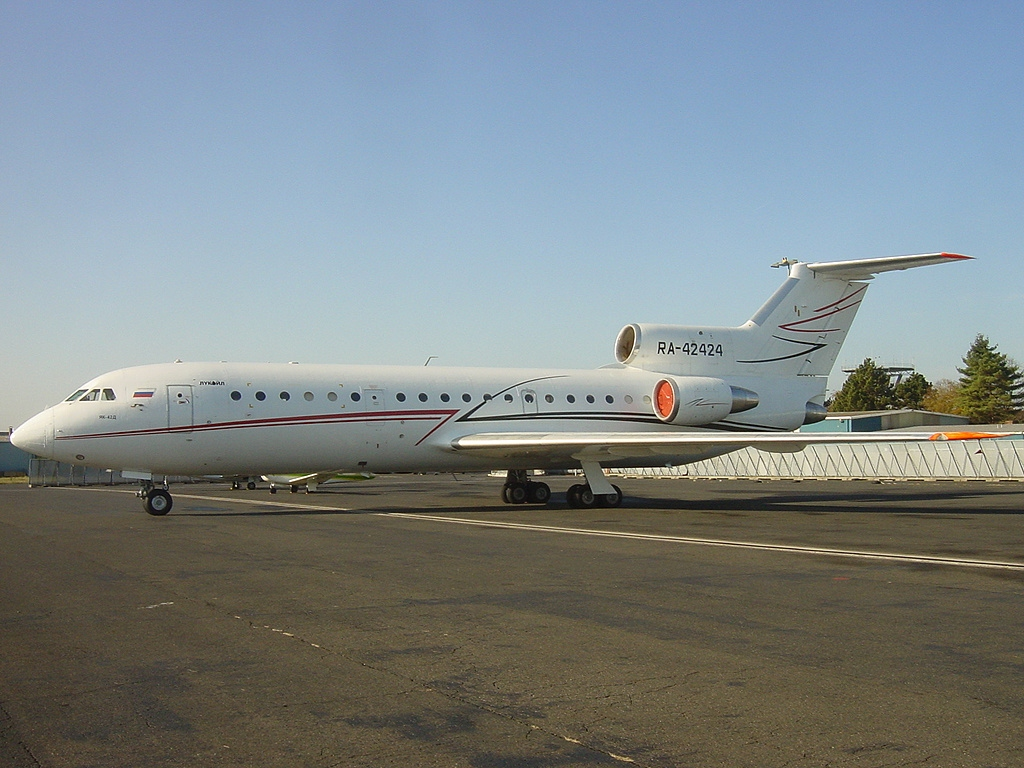
Jak-142 von Lukoil, RA-42424

Die Jak-42D mit einer höheren Zuladung wird seit 1990 gebaut.
Von der zunächst als Jak-42A, später als Jak-142 oder Jak-42D-100 bezeichneten verbesserten Version mit neuen Triebwerken des Typs Iwtschenko Progress D-436T1 und digitaler westlicher Avionik von Allied Signal sowie einem EFIS-Cockpit wurde lediglich ein Prototyp gebaut, der auf dem Aerosalon 1993 in Paris ausgestellt wurde. Diese Maschine wird von Lukoil als Firmenjet eingesetzt.
Das Projekt einer Jak-42D mit nur zwei Perm-PS-90A12-Triebwerken mit je 117 kN Schub unter den Tragflächen wurde als Jak-242 bezeichnet. Aus diesem Projekt ging später die Irkut MS-21 hervor.

## Zwischenfälle
Die genauen Unfallzahlen sowjetischer Flugzeugtypen sind im Vergleich zu westlichen Typen schwer zu ermitteln. Es sind keine gesicherten Informationen über Unfälle vor der Wendezeit vorhanden. Ein unvollständiger Vergleich ist jedoch u. a. über die Webseiten des Aviation Safety Network möglich. Demnach kam es vom Erstflug 1975 bis März 2020 mit Jakowlew Jak-42 zu 9 Totalschäden. Bei 8 davon kamen 570 Menschen ums Leben. Auszüge:
- Am 28. Juni 1982 starben 132 Menschen beim Absturz einer Jak-42 der Aeroflot (Luftfahrzeugkennzeichen СССР-42529). Der Flugbetrieb mit diesem Typ wurde bis Ende 1984 eingestellt und die Konstruktion der Höhenleitwerkstrimmung geändert (siehe Aeroflot-Flug 8641).[10]

- Am 31. Juli 1992 stürzte eine Jak-42D der China General Aviation (B-2755) bei einem missglückten Startabbruch am Flughafen Nanjing-Dajiaochang (China) wieder auf die Startbahn zurück und rutschte rund 600 Meter hinter das Bahnende, weil die falsch eingestellte Höhenflossentrimmung einen normalen Flugzustand verhinderte. Von den 126 Insassen starben 108 (siehe auch China-General-Aviation-Flug 7552).[11]

- Am 20. November 1993 wurde eine Jak-42D der russischen Saravia (RA-42390) in der Nähe des Flughafens Ohrid (Mazedonien) in einen Berg geflogen. Bei diesem CFIT (Controlled flight into terrain) wurden alle 116 Insassen getötet (siehe auch Avioimpex-Flug 110).[12]

- Am 26. Mai 2003 wurde eine Yak-42D der ukrainischen Ukrainian Mediterranean Airlines (UR-42352) im Anflug auf den Flughafen Trabzon aufgrund von Pilotenfehlern bei schlechter Sicht in der Nähe von Maçka, Trabzon, gegen einen Berg geflogen. Die Maschine befand sich auf dem Rückflug von 62 spanischen Soldaten, die an der ISAF-Mission in Afghanistan teilnahmen, nach Spanien.  Bei diesem CFIT (Controlled flight into terrain) wurden alle 75 Insassen getötet.[13][14]

- Am 7. September 2011 stürzte eine Jak-42D der russischen YAK Service (RA-42434) kurz nach dem Start vom Flughafen Jaroslawl ab. Die Maschine hob erst 400 Meter hinter dem Ende der 3000 Meter langen Startbahn ab, da einer der Piloten die Füße auf die Bremspedale gedrückt hielt. Von den 45 Insassen überlebte nur ein Besatzungsmitglied. Die Maschine war auf dem Flug von Jaroslawl nach Minsk (siehe YAK-Service-Flug 9633).[15][16][17]

## Technische Daten

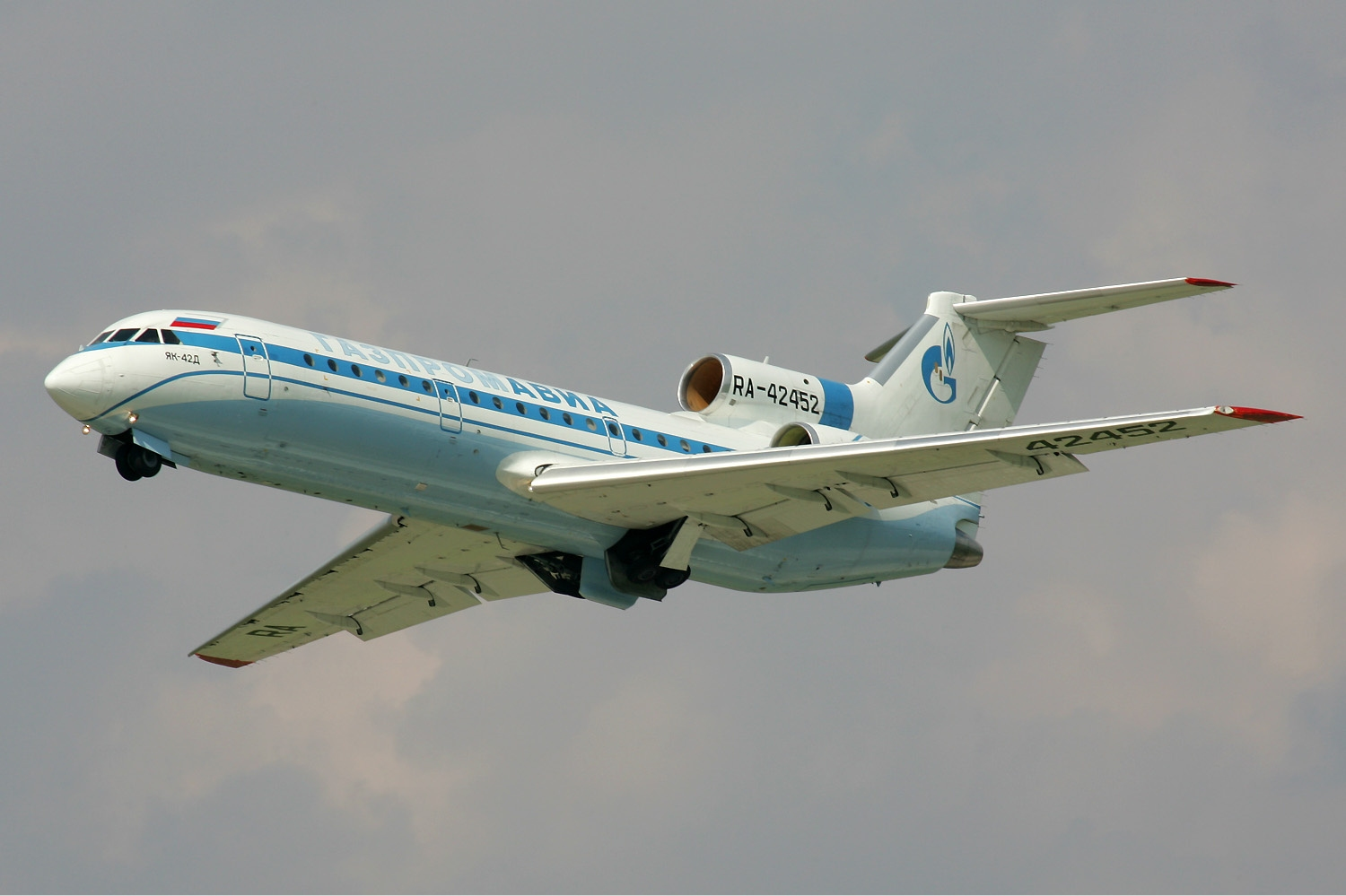
Jak-42D der Gazpromavia

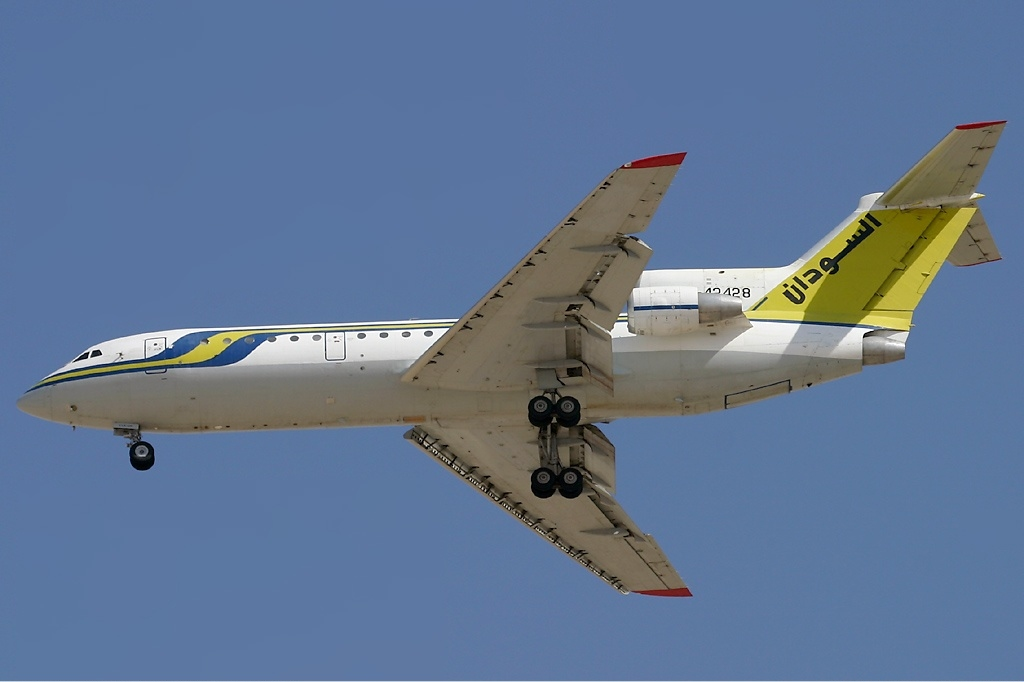
Jak-42D der Sudan Airways

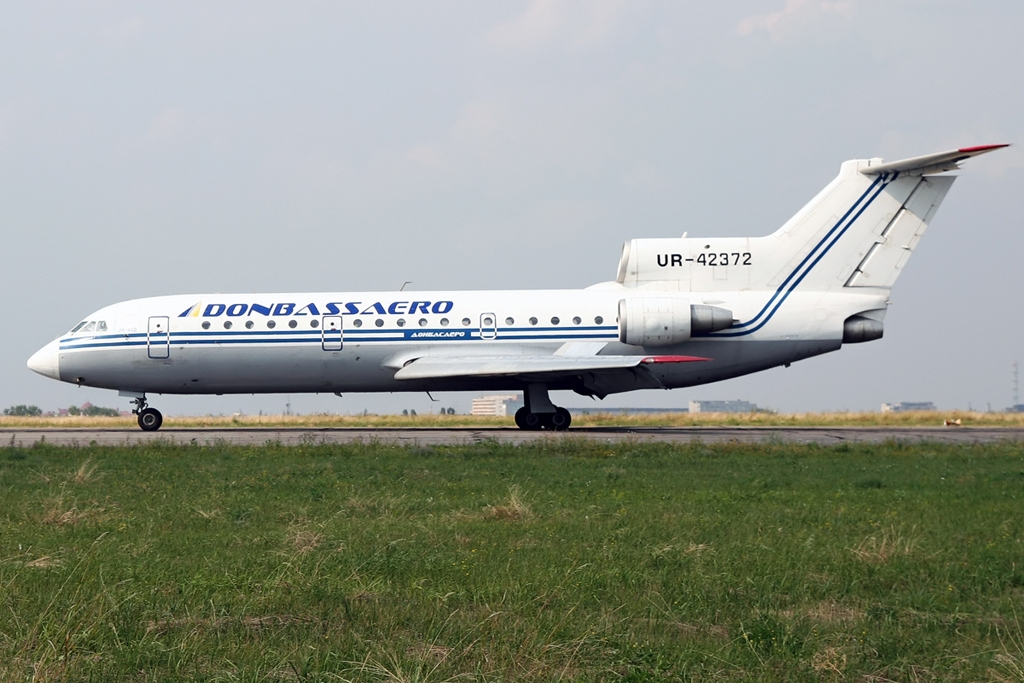
Jak-42D der ehemaligen Donbassaero

| Kenngröße            | Daten                                                           |
| -------------------- | --------------------------------------------------------------- |
| Hersteller           | Jakowlew                                                        |
| Typ                  | Mittelstrecken-Verkehrsflugzeug                                 |
| Besatzung            | 2                                                               |
| Passagiere           | 90–126                                                          |
| Länge                | 36,38 m                                                         |
| Spannweite           | 34,88 m                                                         |
| Höhe                 | 9,83 m                                                          |
| Flügelfläche         | 150 m²                                                          |
| Flügelstreckung      | 8,1                                                             |
| Leermasse            | 34.500 kg                                                       |
| max. Startmasse      | 57.000 kg                                                       |
| Reisegeschwindigkeit | 750 km/h (Mach 0,69)                                            |
| Dienstgipfelhöhe     | 9.600 m                                                         |
| Reichweite           | 2.800 km                                                        |
| Triebwerke           | drei Mantelstromtriebwerke Lotarjow (Progress) D-36, je 63,7 kN |